# Xanthophyllum monticola
Espèce
Classification phylogénétique
Statut de conservation UICN

 LC  : Préoccupation mineure
Xanthophyllum monticola est une espèce de plantes à fleurs du genre Xanthophyllum et de la famille des Polygalaceae.